# Toporu
Toporu – wieś w Rumunii, w okręgu Giurgiu, w gminie Toporu. W 2011 roku liczyła 1491 mieszkańców.